# Cymothoe ciceronis
Cymothoe ciceronis är en fjärilsart som beskrevs av Ward 1871. Cymothoe ciceronis ingår i släktet Cymothoe och familjen praktfjärilar. Inga underarter finns listade i Catalogue of Life.